# Liriochroa divergens
Liriochroa divergens är en fjärilsart som beskrevs av Sergius G. Kiriakoff 1954. Liriochroa divergens ingår i släktet Liriochroa och familjen tandspinnare. Inga underarter finns listade i Catalogue of Life.